# Franz Schöchtner
Franz Schöchtner (* 16. August 1881 in Zissersdorf; † 21. Oktober 1936 ebenda) war ein österreichischer Politiker der Großdeutschen Volkspartei (GdP).

## Ausbildung und Beruf
Nach dem Besuch der Volksschule und einer Ackerbauschule wurde er Wirtschaftsbesitzer in Zissersdorf.

## Politische Funktionen
- Bürgermeister von Zissersdorf
- Mitglied der Bundesleitung des Deutschen Bauernbundes

## Politische Mandate
- 4. März 1919 bis 9. November 1920: Mitglied der Konstituierenden Nationalversammlung, GdP